# Donny Hathaway (album)
Donny Hathaway è il secondo ed eponimo album in studio del cantante statunitense Donny Hathaway, pubblicato nel 1971.

## Tracce
1. Giving Up (Van McCoy) - 6:20
2. A Song for You (Leon Russell) - 5:25
3. Little Girl (Billy Preston) - 4:47
4. He Ain't Heavy, He's My Brother (Bob Russell, Bobby Scott) - 5:55
5. Magnificent Sanctuary Band (Dorsey Burnette) - 4:24
6. She Is My Lady (George S. Clinton) - 5:33
7. I Believe in Music (Mac Davis) - 3:38
8. Take a Love Song (Hathaway, Nadine McKinnor) - 4:53
9. Put Your Hand in the Hand (Gene MacLellan) - 3:49

Tracce Bonus (CD)
1. Be There (Donny Hathaway, Charles Ostiguy) - 3:02
2. This Christmas (Hathaway, Nadine McKinnor) - 3:51